# Željko Lučić
Željko Lučić (Zrenjanin, 24 de febrero de 1968) es un barítono serbio especializado en el repertorio italiano.

## Biografía
Lučić ha cantado Rigoletto en la Semper Oper de Dresde junto a Juan Diego Flórez y Diana Damrau.
Desde la temporada 2006/2007, canta regularmente en el Metropolitan de Nueva York el repertorio verdiano. Protagonizó aquí una producción de Macbeth junto a Maria Guleghina, bajo la batuta de James Levine. 
Ganador del Concurso Francisco Viñas, en 1997, desde entonces el artista serbio ha frecuentado los principales teatros del mundo.
En el Covent Garden intervino en Madama Butterfly, junto a la soprano Cristina Gallardo-Domâs; en San Francisco cantó La forza del destino; en Viena y en el Festival de Aix-en-Provence, La traviata, y el verano pasado debutó con la Orquesta Sinfónica de Boston, en el Festival de Tanglewood, donde interpretó Don Carlo, dirigido por James Levine. 

## Repertorio
- Verdi

Aída (Amonasro), 
Attila (Ezio), 
Un ballo in maschera (Renato), 
Don Carlos (Rodrigo), 
I due foscari  (Francesco Foscari), 
Ernani  (King of Spain), 
Falstaff (Ford),
La forza del destino (Don Carlo), 
Giovanna d´arco (Giacomo), 
Luisa miller (Miller), 
Il Trovatore (Di Luna), 
I vespri siciliani (Montforte), 
Simón Boccanegra (Simon Boccanegra), 
Macbeth (Macbeth), 
Nabucco (Nabucco), 
Rigoletto (Rigoletto) 
Otello (Jago)
- Puccini

La boheme (Marcello), 
Manon Lescaut (Lescaut), 
Il Tabarro (Michele)       
- Chaikovski

Eugene Onegin (Onegin), 
La dama de picas (Yeletsky), 
- Donizetti

L'elisir D'amore (Belcore), 
Lucia di Lammermoor (Enrico) 
- Mozart

Don Giovanni (Don Giovanni), 
Le nozze di Figaro (Count)  
- Leoncavallo

I pagliacci (Tonio)
- Mascagni

Cavalleria Rusticana (Alfio)
- Bizet

Les pêcheurs de perles (Zurga)  
- Bellini

Il pirata (Ernesto)  
I puritani (Riccardo)

## Grabaciones
- Il trovatore, DVD, festspiele bregenz (Opus Arte)
- La traviata, DVD, LAix-en-Provence
- Macbeth, DVD, grabada en el Metropolitan oper house de New York